# Цибуліно (мультфільм)
«Цибуліно»   — радянський повнометражний мальований мультиплікаційний фільм, створений у 1961 році режисером-мультиплікатором Борисом Дежкіним за казкою італійського письменника Джанні Родарі «Пригоди Цибуліно» (1951).

## Сюжет
Батька Цибуліно — старого Цибулоне садять у в'язницю за те, що він ненароком наступив на мозоль принцу Лимону. Цибуліно обіцяє звільнити батька з в'язниці, для чого йде з дому і подорожує країною, де правлять принц Лимон та графині Вишні. Він вступає в конфлікт з кавалером Помідором — керуючим графинь, і набуває нових друзів, за допомогою яких зрештою бере гору над синьйором Помідором, принцом і графинями.

## Творці
- Автор сценарію — Мстислав Пащенко
- Режисер-постановник — Борис Дьожкін
- Художник-постановник — Перч Саркісян
- Художник — Костянтин Карпов
- Композитор — Карен Хачатурян
- Оператор — Олена Петрова
- Звукооператор — Борис Фільчиков
- Редактор — Раїса Фрічинська
- Помічники режисера: Лідія Ковалевська, Ніна Майорова, Світлана Кощеєва
- Художники-мультиплікатори:
  - Борис Дьожкін
  - Вадим Долгих
  - Володимир Крумін
  - Фаїна Єпіфанова
  - Рене Овів'ян
  - Костянтин Чикін
  - Сергій Дьожкін
  - Віолетта Карп
  - Віталій Бобров
  - Віктор Арсентьєв
  - Анатолій Солін
  - Ольга Столбова
- Художник-декоратор — Віра Валеріанова
- Текст пісні — Вадим Коростильов
- Директор картини — Федір Іванов

## В ролях
- Ніна Гуляєва — Цибуліно
- Ераст Гарін — дядечко Виноград
- Сергій Мартінсон — принц Лимон / солдати Лимончики
- Володимир Лепко — один із Лимончиків
- Олексій Польовий — кум Гарбуз
- Григорій Шпігель — синьйор Помідор / 1-й вуличний пліткар
- Віра Орлова — Редиска
- Ірина Потоцька — граф Вишенька
- Олена Понсова — графині Вишні
- Георгій Мілляр — містер Моркоу / дядечко Чорниця / 2-й вуличний пліткар
- Володимир Грибков — професор Груша
- Георгій Віцин — Кактус
- Юрій Хржановський — песик Пилососик
- Леонід Пирогов

## Музика
Музику до мультфільму написав композитор Карен Хачатурян. Пізніше вона стала основою для однойменного балету, поставленого 1974 року.

## Видання
Мультфільм увійшов до збірки «Джованні, Чіполліно та Золоте перо», випущений у 1992 році. У 1980-х роках мультфільм був випущений на VHS-відеокасетах радянською відеокомпанією «Відеопрограма Держкіно СРСР», у 1990-х роках також на VHS компанією «Великий план» та Studio PRO Video. У 2000-х роках мультфільм випущено на DVD компанією «Великий план».